# Orion och Mörkret
Orion och Mörkret (engelska: Orion and the Dark) är en amerikansk animerad komedifilm från 2024. Filmen är regisserad av Sean Charmatz efter ett manus skrivet av Charlie Kaufman, Lloyd Taylor och Emma Yarlett. Filmen hade premiär på strömningstjänsten Netflix den 2 februari 2024.

## Handling
Filmen kretsar kring den lilla pojken Orion som är rädd för många olika saker, men mest är han rätt för mörkret, Mörkret tar Orion med på resa under natten för att visa för pojken att det enda att vara rädd för är rädslan själv.